# Sankt Alkmund
Sankt Alkmund (med flere stavemåder: Alcmund, Ealhmund, Alhmund eller Alchmund, død cirka år 800) var søn af Alhred af Northumbria, og var i mere end tyve år i eksil blandt pikterne på grund af stridigheder i herskerslægten. Han vendte tilbage med en hær og blev dræbt omkring år 800. Omstændighederne er uklare, men kong Eardwulf af Northumbria blev holdt ansvarlig. Alkmunds død blev set som et martyrium, og Alkmund blev helgen.
Alkmund blev begravet i Lilleshall i Shropshire, hvor der blev rapporteret om mirakler ved graven. På grund af vikingers hærgen i området blev Alkmund flyttet til Derby. Hans festdag er den 19. marts.